# Ofioglossals
Les ofioglossals (Ophioglossales, gr. "llengua de serp") són un petit ordre de plantes vasculars sense llavors de la classe Polypodiopsida (falgueres) dins la divisió Pteridophyta.

## Característiques
Aquestes plantes tenen espores de curta vida formades en esporangis en anell (annulus) i arrels carnoses. Els gametòfits són subterranis el qual pot viure uns vint anys sense formar un esporòfit. El gènere Ophioglossum té la quantitat més gran de cromosomes entre qualsevol planta. El rècord el té l'espècie Ophioglossum reticulatum, amb uns 630 parells de cromosomes (1.260 cromosomes per cèl·lula).

## Classificació
Els estudis moleculars mostren que estan relacionats estretament amb lesPsilotales i l'anterior classificació (Smith et al. (2006) ubica aquests dos ordres junts dins la classe Psilotopsida. Segons la classificació més recent, àmpliament consensuada per Grup de Filogènia dels Pteridòfits (Pteridophyte Phylogeny Group).

## Taxonomia
L'ordre Ophioglossales conté una única família, Ophioglossaceae, i 80 espècies. L'espècie Helminthostachys zeylanica de vegades es situa en la seva pròpia família, Helminthostachyaceae.